# Mietek Bakalarz
Mietek (Mieczysław) Bakalarz (ur. 28 grudnia 1960) – polski szachista i trener szachowy (FIDE Trainer od 2012), w latach 1990–2000 reprezentant Niemiec, od 2001 – Luksemburga, mistrz międzynarodowy od 2004 roku.

## Kariera szachowa
W 1986 r. zdobył w barwach "Kolejarza" Katowice brązowy medal drużynowych mistrzostw Polski. W 1987 r., wraz z żoną Grażyną, nie powrócili z turnieju w Hadze i zamieszkali w Republice Federalnej Niemiec. W następnych kilkunastu latach występował przede wszystkim w rozgrywkach ligowych w tym kraju oraz sporadycznie w turniejach otwartych (w 1996 r. podzielił I m. w Luksemburgu) i kołowych (w 1998 r. zwyciężył w Trewirze). Kolejne sukcesy osiągnął we Frydku-Mistku (2001, dz. I m.) oraz w Kołobrzegu (2004, dz. III m. za Klaudiuszem Urbanem i Jurijem Zezulkinem, wspólnie z Wojciechem Morandą). W 2009 r. zdobył w Differdange tytuł indywidualnego wicemistrza Luksemburga,
Aktualnie należy do ścisłej czołówki luksemburskich szachistów, w latach 2004–2008 trzykrotnie reprezentował barwy tego kraju na szachowych olimpiadach, natomiast w 2003–2007 – również trzykrotnie na drużynowych mistrzostwach Europy.
Najwyższy ranking w dotychczasowej karierze osiągnął 1 października 2005 r., z wynikiem 2429 punktów zajmował wówczas 1. miejsce wśród luksemburskich szachistów.